# محمدعلی اینانلو
محمدعلی اینانلو (زادهٔ روستای عصمت آّباد بوئین زهرا  ۲ فروردین ۱۳۲۶ – درگذشتهٔ ۱۲ دی ۱۳۹۴) مجری تلویزیون و رادیو، بازیگر، صداپیشه، کارشناس ورزشی، روزنامه‌نگار و کارشناس و مستندساز طبیعت بود. وی به عنوان قدیمی‌ترین گزارشگر و مفسر والیبال در ایران و بنیان‌گذار روزنامه‌نگاری محیط زیست شناخته می‌شد. شیفته طبیعت بود و همین میل بی پایان به زندگی در طییعت و برای طبیعت او را به ساخت مستند و متن‌های بی‌شماری دربارهٔ طبیعت ایران کشاند. کار در مطبوعات را از سال ۱۳۴۲ آغاز کرد و در طول بیش از چهار دهه سردبیری مجله‌های «گردش»، «SILKROAD»، «شکار و طبیعت» و «طبیعت» را نیز راه‌اندازی و مدیریت کرد. غیر از زمینه طبیعت و گردشگری، در زمینهٔ سینما نیز نقدهایی در مجله‌های معتبر سینمایی مانند مجلهٔ «فیلم»، منتشر کرد.

## سوابق کاری

### محیط زیست
وی دارای سابقهٔ ۴۰ سال طبیعت‌گردی در ایران بود و آموخته‌های خود را به‌صورت نوشته و فیلم درآورد. او در بیست سال اخیر مدعی شده بیش از ۴٬۰۰۰٬۰۰۰ کیلومتر در طبیعت ایران سفر کرده‌است. همچنین، او از مبتکران کلاس‌های آموزش اکوتوریسم در ایران بود. او دارای مدرک کارشناسی در رشتهٔ ادبیات بود و در زمینهٔ کار در رسانه‌های مکتوب و تصویری ایران سوابق متعددی داشت.
اینانلو همواره دغدغهٔ معرفی و حفظ طبیعت ایران را داشت و در برنامه‌های مختلف آن را مورد تأکید قرار می‌داد.
وی دربارهٔ ظرفیت‌های طبیعت ایران اعتقاد داشت: اکوتوریسم ۸ شاخهٔ اصلی دارد و ۸۰۰ شاخهٔ فرعی که همه این‌ها در طبیعت ایران در دسترس است. از طرف دیگر کشور ما جوان‌ترین کشور دنیاست، یعنی با تربیت نیروهای جوان به این سمت به‌راحتی می‌توان این جاذبه‌ها را برای دیگران توضیح و تفسیر کرد.

### تأسیس موسسه طبیعت
موسسهٔ طبیعت به‌دست محمدعلی اینانلو در سال ۱۳۸۰ تأسیس شد. این موسسه با هدف ترویج و آموزش اصول محیط‌زیستی و حفاظت از منابع طبیعی تأسیس شد و به‌ویژه در زمینهٔ اکوتوریسم فعالیت‌های گسترده‌ای انجام می‌دهد. اینانلو با توجه به تجارب گسترده‌اش در زمینه‌های گردشگری و طبیعت‌گردی، تصمیم گرفت موسسه‌ای راه‌اندازی کند که نه‌تنها به گسترش فرهنگ حفاظت از طبیعت کمک کند، بلکه از طریق برگزاری دوره‌های آموزشی، آگاهی عمومی را در خصوص اهمیت گردشگری مسئولانه افزایش دهد. دوره‌های اکوتوریسم موسسه طبیعت به‌طور ویژه بر اصول سفرهای پایدار و نحوهٔ تعامل با طبیعت در راستای حفاظت از محیط‌زیست تأکید دارند.

### ورزش
محمدعلی اینانلو به‌عنوان مفسر بازی‌های والیبال از بازی‌های آسیایی تهران در سال ۱۹۷۴ شروع به‌کار کرده بود و از مجریان معروف تلویزیون و رادیوی ایران به‌شمار می‌رفت.

### مستندسازی و سینما
محمدعلی اینانلو طی دورهٔ فعالیت خود تعداد زیادی مستند در زمینهٔ زیست‌محیطی و گردشگری تهیه و کارگردانی نمود که از شاخص‌ترین آن‌ها می‌توان به با طبیعت و ایران؛ جهانی در یک مرز اشاره کرد.
وی همچنین در دو فیلم سینمایی «ارتفاع پست» و «به رنگ ارغوان» به کارگردانی ابراهیم حاتمی‌کیا به‌عنوان بازیگر حضور داشت و به ایفای نقش پرداخته بود.
فیلم یک‌روز با طبیعت مرد با حضور وی کاری از علی رزاقی، این فیلم یک‌روز از زندگی و نحوه کار محمد اینانلو در طبیعت می‌باشد که در بزرگداشت طبیعت‌گرد ۶۰ ساله اینانلو به نمایش درآمد.

### مطبوعات
اینانلو از سال ۱۳۴۲ فعالیت مطبوعاتی خود را آغاز نمود و در ۴۲ سال فعالیت مطبوعاتی علاوه‌بر نگارش مقاله‌های متعدد در مجلات و روزنامه‌هاو سردبیری مجلهٔ ایران‌شناسی «گردش»، مجله ایران‌شناسی سیلک‌رود به (زبان انگلیسی)، شکار و طبیعت، مجلهٔ جهانگردان و مجلهٔ طبیعت (هم‌چنین صاحب امتیازی) را به‌عهده داشت، این درحالی است که با برخی نشریات و موسسات از جمله مجلهٔ فیلم همکاری می‌کرد.

## درگذشت
محمدعلی اینانلو، در شهریور ۱۳۹۴ بر اثر یک ضایعهٔ مغزی ناشی از فشارهای وارد شده به ایشان بخاطر تهمت شکار در کوه تپال شاهرود که به وی وارد شده بود در بیمارستان بستری شد. وی مدتی تحت درمان بود و با بهبود حالش توانسته بود برنامه‌های تلویزیونی را هم اجرا کند. اینانلو چند ماه بعد، صبح ۱۲ دی ماه ۱۳۹۴ در بیمارستان آتیه تهران بر اثر سکتهٔ قلبی درگذشت و در روز ۱۴ دی در زادگاه خود عصمت‌آباد بوئین زهرا به خاک سپرده شد. سال ۹۶ گروه دیده‌بان طبیعت شاهرود طی اعلامیه رسمی از اعلام این تهمت ناروا به ایشان عذرخواهی و طلب پوزش کرد.